# Gilles Delion
Gilles Delion (født 5. august 1966 i Saint-Étienne) er en tidligere fransk landvejscykelrytter. Hans største sejre har han fået ved at vinde Lombardiet Rundt i 1990 og den hvide ungdomstrøje i Tour de France 1990.